# Curio rowleyanus
Curio rowleyanus là một loài thực vật có hoa trong họ Cúc. Loài này được H.Jacobsen miêu tả khoa học đầu tiên.

## Gallery

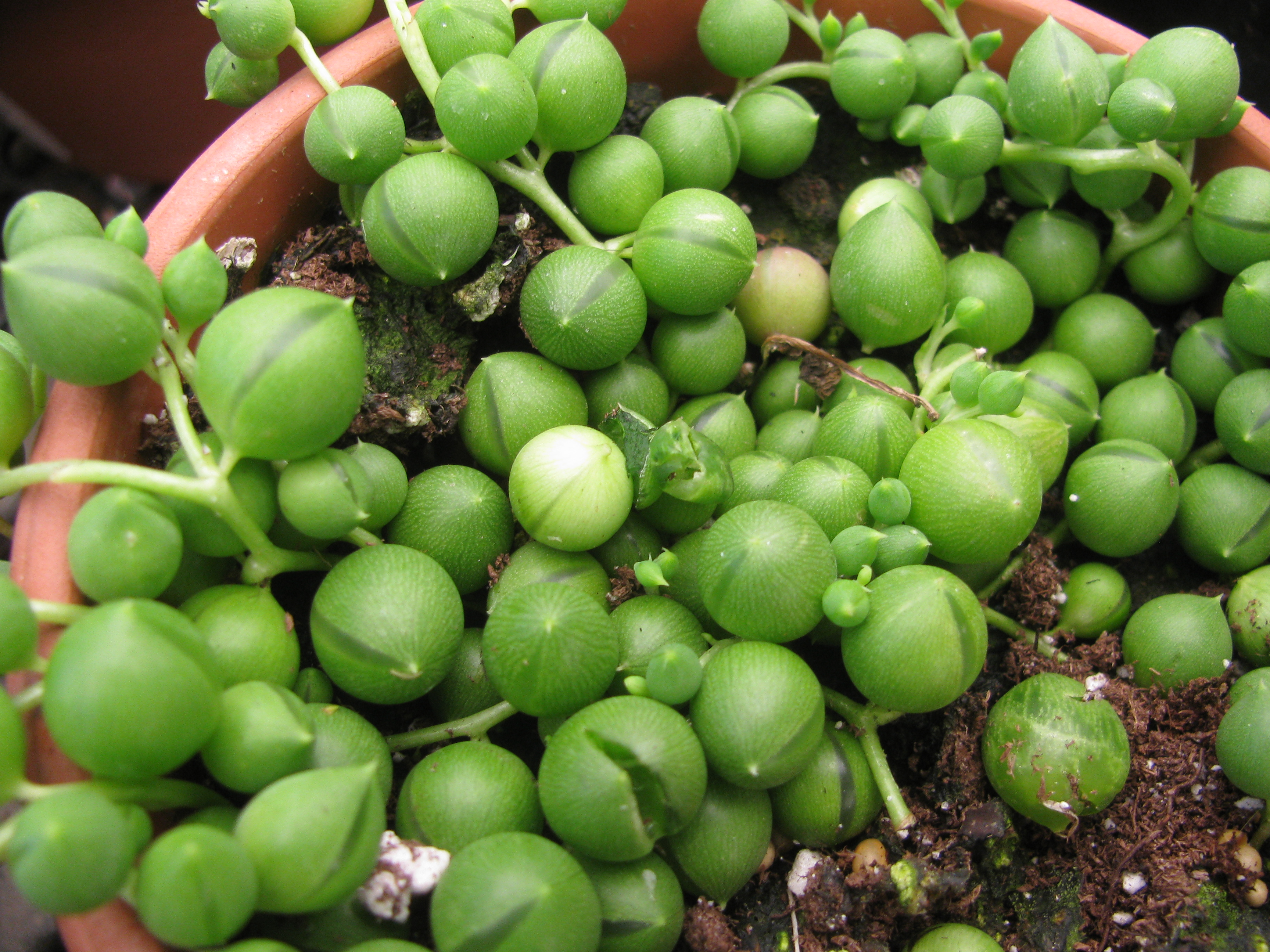
Curio rowleyanus
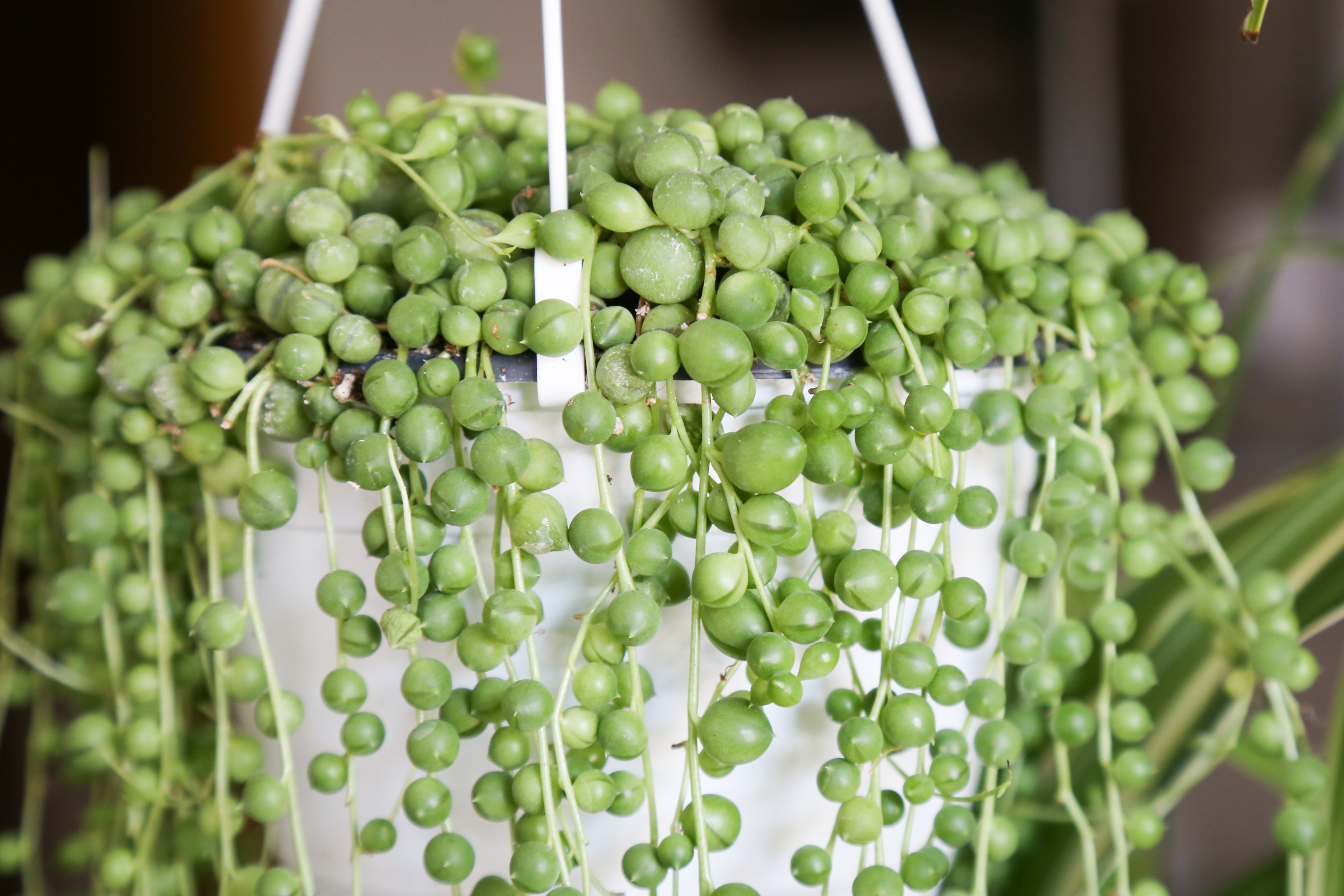
Variegata
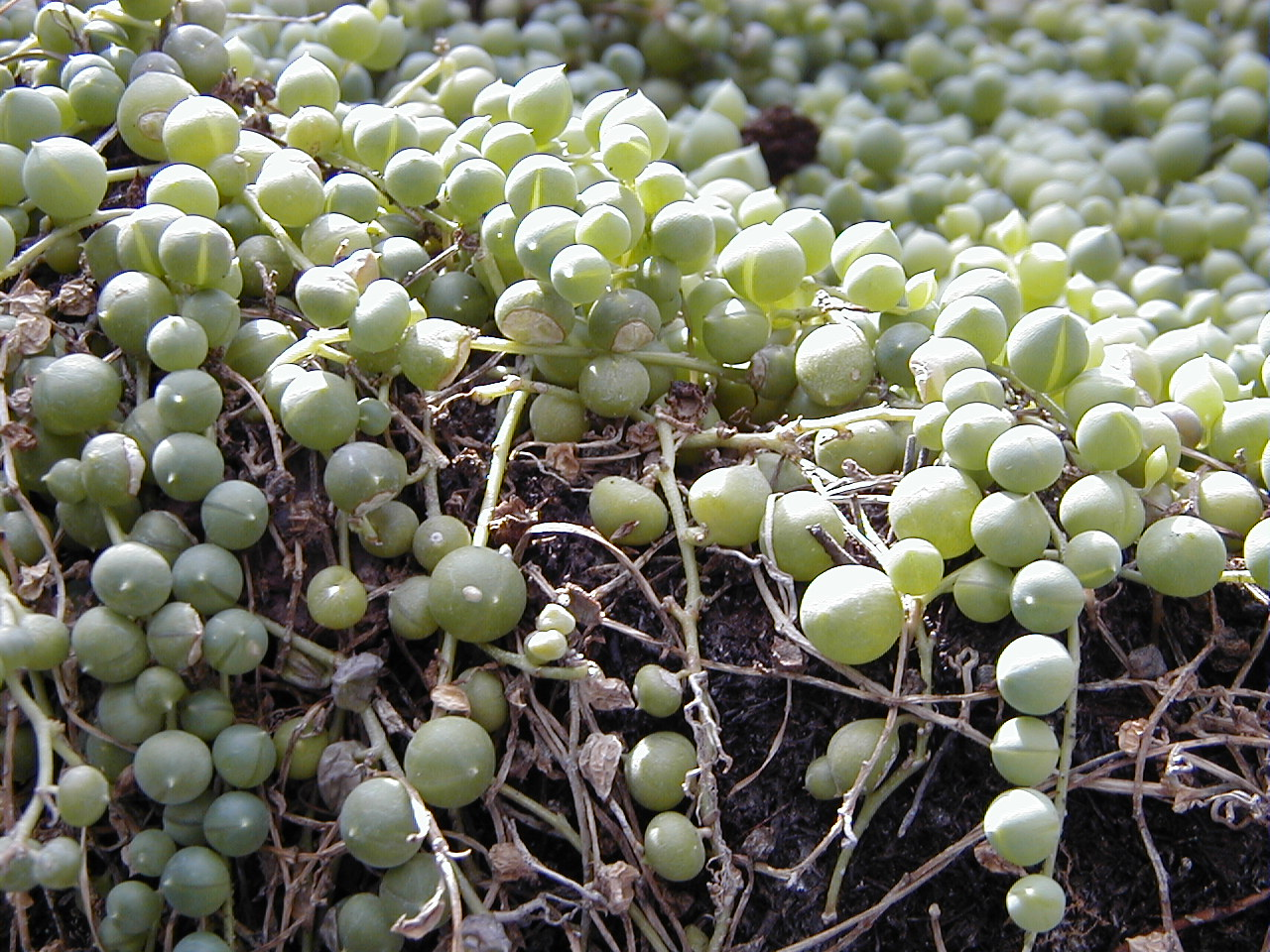
Zososburg